# LTI. La lingua del Terzo Reich

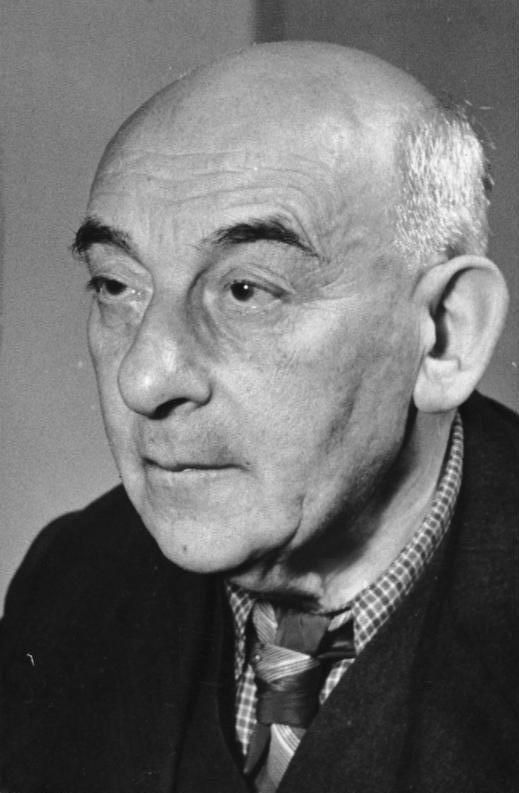
Victor Klemperer

LTI – Notizbuch eines Philologen, tradotto in italiano LTI. La lingua del Terzo Reich. Taccuino di un filologo, è un libro di Victor Klemperer, professore di letteratura presso l'Università tecnica di Dresda. LTI è l'acronimo delle parole latine Lingua Tertii Imperii.

## Contenuto
LTI studia il modo in cui la propaganda nazista alterò la lingua tedesca per inculcare nel popolo le idee del nazismo. Il libro è scritto sotto forma di appunti personali che Klemperer scrisse nel suo diario, soprattutto a partire dall'ascesa del regime nazista nel 1933, e ancora di più dopo il 1935, quando Klemperer, di origine ebraica, fu privato del suo titolo accademico in seguito all'approvazione delle Leggi di Norimberga. Il suo diario divenne un quaderno in cui annotava e commentava la relatività linguistica del tedesco usato dai funzionari nazisti, dai cittadini comuni e persino dagli ebrei. Klemperer scrisse il libro, basato sui suoi appunti, tra il 1945 e il 1946.

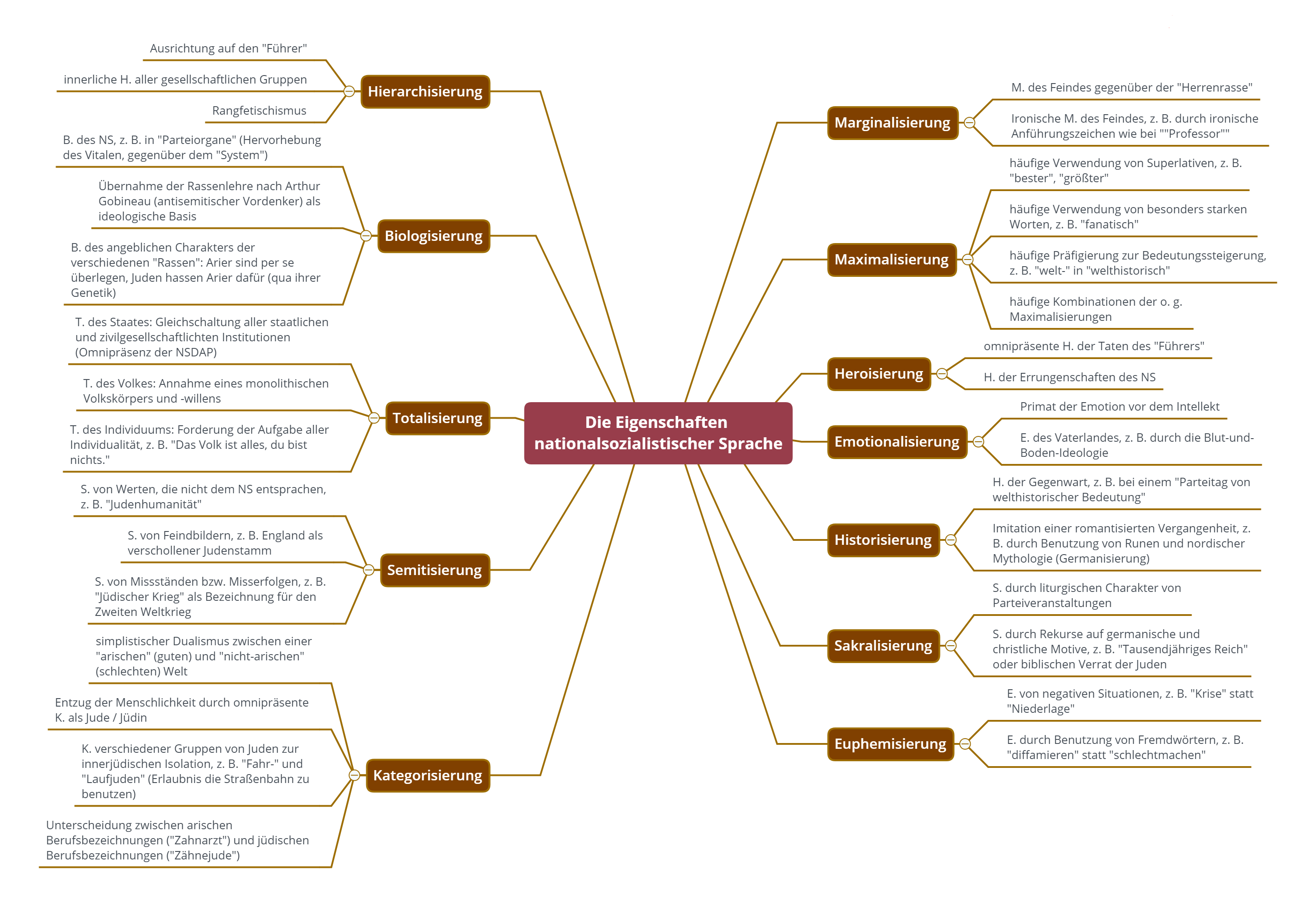
Schema riassuntivo delle caratteristiche del linguaggio nazista

LTI dimostra i cambiamenti della lingua tedesca nella maggior parte della popolazione e descrive sia le strane costruzioni linguistiche destinate a dare un aspetto "scientifico" o neutro a discorsi in realtà di forte impatto, sia i comportamenti più significativi della vita di tutti i giorni. Nel testo l'autore sottolinea l'idea che la resistenza all'oppressione inizia mettendo in discussione l'uso costante di questo linguaggio propagandistico. Sia il libro che il suo autore sono sopravvissuti alla seconda guerra mondiale e LTI fu pubblicato per la prima volta nel 1947 in Germania.

## Esempi
Klemperer osserva che gran parte del linguaggio nazista non consisteva nel creare nuove parole, ma nell'appropriarsi di vecchie adattandone il significato. Tra gli esempi di uso del linguaggio propagandistico da lui registrati vi sono i seguenti:

### Parole ricorrenti
- artfremd (estraneo alla specie, alieno)
- ewig (eterno): per esempio der ewige Jude (l'eterno ebreo) o das ewige Deutschland (la Germania eterna)
- fanatisch, Fanatismus (fanatico, fanatismo): fortemente connotato, in modo particolarmente orwelliano, positivamente per il lato "buono" e negativamente per il lato "cattivo"
- Instinkt (istinto)
- spontan (spontaneo)

### Eufemismi (Schleierwörter)
- Evakuierung (evacuazione): deportazione
- holen (raccogliere): catturare, arrestare
- Konzentrationslager (campo di concentramento): campo di sterminio
- Krise (crisi): sconfitta, fallimento
- Sonderbehandlung (trattamento speciale): omicidio di massa
- verschärfte Vernehmung (interrogatorio rafforzato): tortura[3]

### Espressioni e motivi ricorrenti
- la guerra "imposta" a un pacifico Führer (la Francia e il Regno Unito dichiararono guerra alla Germania, ma solo dopo la rimilitarizzazione della Renania, l'annessione dell'Austria, l'annessione della Cecoslovacchia e invasione della Polonia)
- l'"odio incommensurabile" degli ebrei (un esempio di ambiguità orwelliana: gli ebrei nutrono un "odio incommensurabile" per il Terzo Reich, aggressivo o cospiratorio, ma il popolo tedesco nutre un "odio incommensurabile" per gli ebrei, spontaneo e legittimo).
- Esempi tratti dai diari di Victor Klemperer:[4]
  - 1º gennaio 1935 – Il messaggio di Capodanno di Lutze alle SA ... La nostra "volontà fanatica" due volte in senso non peggiorativo. Enfasi sul credere senza capire. (1) "impegno fanatico delle SA", (2) "senso fanatico dell'impegno".
  - 24 novembre 1936 – Il Führer deve essere seguito ciecamente, ciecamente! Non hanno bisogno di spiegare nulla, perché non devono rendere conto a nessuno. Oggi mi è venuto in mente: la tensione tra potere umano e impotenza, conoscenza umana e stupidità umana non è mai stata così forte come ora.
  - 19 febbraio 1938 – Il principio fondamentale di tutto il linguaggio del Terzo Reich mi è apparso evidente: la cattiva coscienza; la sua triade: difendersi, lodarsi, accusare – mai un momento di calma testimonianza.
  - 23 maggio 1938 – L'obiettivo dell'educazione nel Terzo Reich e della lingua del Terzo Reich è quello di espandere lo strato popolare in ognuno di noi a tal punto da soffocare lo strato pensante.
  - 29 agosto 1939 – Non si parla più di bolscevichi, ma di popolo russo.
  - 11 dicembre 1940 – Nell'ordine del giorno di capodanno di Hitler alle truppe ancora una volta le "vittorie di dimensioni ineguagliabili", ancora il superlativo americano, "L'anno 1941 vedrà il conseguimento della più grande vittoria della nostra storia".

### Prefissi
- groß- (grande)
- Volk(s)- (popolo): Volksgemeinschaft designava la comunità razziale delle nazioni. Volkswagen è un esempio di termine che è sopravvissuto al Terzo Reich.
- Welt- (mondo): Weltanschauung era un termine piuttosto raro, specifico e colto, che divenne una parola di uso quotidiano nel Terzo Reich. Il termine arrivò a designare la comprensione istintiva di complessi problemi geopolitici da parte dei nazisti, che permetteva loro di iniziare apertamente invasioni, distorcere i fatti o violare i diritti umani, in nome di un ideale superiore e in conformità alla loro teoria del mondo.

### Neologismi
- arisieren (arianizzare)
- aufnorden (nordicizzare)
- entjuden (de-giudaicizzare)
- Untermenschentum (sub-umanità, da Untermensch)

## Film
- La langue ne ment pas[5], è un film documentario diretto Stan Neumann del 2003, basato sul libro di Klemperer.